# 제38전투비행전대 (대한민국)
제38전투비행전대(第三十八戰鬪飛行戰隊)는 전라북도 군산공항에 주둔하고 있는 대한민국 공군 공중전투사령부의 전투비행전대이다. 직도 사격장을 운용하는 부대이다. 

## 역사
1985년부터 111대대에 F-5E 제공호가 배치되었다.
제38전투비행전대는 1987년 12월 1일에 창설되었다.
2006년 KF-16 16대로 기종이 변경되었다. 군산공군기지의 제8전투비행단에는 2개 전투비행대대가 있으며, 각 12대씩 24대라고 한다, 정확한 한국군과 미군의 전투기 대수는 변동이 있다. 보통 한국군의 전투비행대대는 전투기 20대로 구성된다.

## 부대
- 제111전투비행대대 (KF-16)
- 제38기지대대
- 제38군수대대

## 기종
- F-5 프리덤 파이터; ~ 2006년
- KF-16; 2006년 ~ 현재